# 널 문자

널 문자(null 문자, 간단히 NUL)는 값이 0인 제어 문자이다. ISO/IEC 646 (ASCII), C0 제어 코드, 국제 문자 집합 (유니코드의 U+0000), EBCDIC와 같은 수많은 문자 집합에 존재한다. 주로 쓰이는 거의 모든 프로그래밍 언어에서 사용할 수 있다.

## 프로그래밍 언어에서의 널
- 널 포인터

포인w unpunched tape is i3^{3^{3^{3^{3^{3^{3^{3^{3^{3^{3^{3^{3^{3^{3^{3^{3^{3^{3^{3^{3^{3^{3^{3^{3^{3^{3^{3^{3^{3^{3^{3^{3^{3^3}}}}}}}}}}}}}}}}}}}}}}}}}}}}}}}}}nitially filled with  쓰인다. 메모리 주소가 0인 곳을 읽으려고 하면 대부분의 운영 체제는 오류를 낸다.
- 널과 같은 문자

때때로 언어에 따라서는 0, ‘’, ""이 널(NULL)과 완전히 같은 의미를 나타내기도 한다.

## 같이 보기
- Null (SQL)